# Сеу Жоржи
Сеу Жоржи (порт. Seu Jorge [ˈsew ˈʒɔʁʒi], при рождении Жо́ржи Ма́риу да Си́лва порт. Jorge Mário da Silva; 8 июня, 1970, Белфорд-Рошу, штат Рио-де-Жанейро, Бразилия) — бразильский музыкант и киноактер. Исполняет музыку в стилях самба, соул, фанк, MPB. Среди любителей музыки он считается продолжателем традиций классической бразильской поп-самбы.

## Биография
Как певец, Жоржи начал свой творческий путь в группе «Farofa Carioca», написав большинство песен их дебютного альбома «Moro no Brasil», который увидел свет в 1998 году. В 2001 году он выпустил «Samba Esporte Fino», поп-альбом под влиянием музыкантов Жоржи Бен Жора, Жилберту Жила и Милтона Насименту. За пределами Бразилии пластинка вышла под названием «Carolina», в 2003 году. Его второй альбом Cru, хорошо встреченный критиками, был издан в 2005 году. Сеу Жоржи также записал концертный альбом «Ana & Jorge» в дуэте с бразильской певицей Аной Каролиной, он был издан в 2005 году.
В июне 2006 года он выступал на музыкальном фестивале Боннару в Теннесси и на фестивале Sudoeste TMN в Португалии. В 2006 году он также появился на фестивале Bluesfest в Оттаве и на фестивале Harbourfront в Торонто. Выступления Жоржи известны своей эмоциональностью и крауд-сёрфингом среди зрителей. В январе 2010 года певец выступал с Thievery Corporation на музыкальной передаче Austin City Limits.

## Другое
Также, Жоржи известен благодаря работе в качестве актёра и кинокомпозитора. Он исполнил одну из центральных ролей в фильме «Город Бога», который был удостоен множества престижных наград, а затем сыграл Пеле дуз Сантоса в картине Уэса Андерсона «Водная жизнь», для которой он написал большую часть саундтрека, исполнив на португальском языке классические хиты Дэвида Боуи. В качестве основных источников вдохновения певец отмечает школу самбы и соул-певца Стиви Уандера. Кроме того, он является поклонником футболиста Ромарио.

## Дискография

### Сольные альбомы
- Samba Esporte Fino (за пределами Бразилии был издан под названием Carolina фирмами: Regata Musica, MrBongo и Quantitum Solutions) (2001)
- Cru (2004) (был издан в Бразилии, Европе и Японии)
- The Life Aquatic Studio Sessions (2005)
- América Brasil O Disco (2007)
- Músicas para Churrasco Vol.1 (2011)

### Совместно с Almaz
- Seu Jorge & Almaz (2010)

### Музыкальные DVD
- MTV Apresenta Seu Jorge (2004)
- Ana & Jorge: Ao Vivo вместе с Аной Каролиной (2005)
- Seu Jorge — Live at Montreux 2005 (2008)

## Фильмография
- Город Бога / City of God (2002)
- Moro no Brasil (2002)
- Водная жизнь / The Life Aquatic with Steve Zissou (2004)
- House of Sand (2005)
- Elipsis (2006)
- Побег из тюрьмы / The Escapist (2008)
- Carmo (2008)
- The Elite Squad 2 (2010)
- Пеле: Рождение легенды / Pelé: Birth of a Legend (2016)
- Запретная кухня / Abe (2019)